# Энонкоски
Э́нонко́ски (фин. Enonkoski) — коммуна в провинции Южное Саво в Восточной Финляндии. Находится к северу от города Савонлинна (33 км).
Население 1,6 тыс. чел. (2010).
Основана в 1882 году, до этого являлась частью Керимяки и Хейнявеси. Включает в себя кроме одноимённой деревни населённые пункты Hanhijärvi, Ihamaniemi, Joutsenmäki, Karvila, Laasala, Makkola, Muhola, Paakkunala, Parkumäki, Simanala, Suurimäki и Vuorikoski.
Большинство населения Энонкоски принадлежит к евангелическо-лютеранской церкви. Приходская церковь в деревне Энонкоски была построена в 1886 году по проекту М. Schjerfbeck. 
Наиболее крупное предприятие в Энонкоски — рыбоводческое хозяйство, занимающееся искусственным разведением рыбы.

## Достопримечательности
Главными достопримечательностями в коммуне являются церковь, старый каменный мост, пещерные живописи Коловеси, краеведческий музей и в летнем сезоне песчаные скульптуры. В Энонкоски находится единственный в Финляндии евангелическо-лютеранский монастырь. В монастыре есть Часовня Святой Троицы, обеденный зал, гостиная и небольшой ремесленный магазин. 
В коммуне преобладает лесной и озёрный ландшафт, на севере находится национальный парк Коловеси. Интерес для туристов представляет особняк Hovimäki, построенный в 1854 году. Сейчас там находятся ресторан и отель.

## Транспорт
В будние дни от Савонлинны до Энонкоски можно добраться на автобусе. Расстояние от Энонкоски до центра Савонлинны — 30 км и до аэропорта Савонлинна — 25 км. 

## Фотогалерея
- Церковь Энонкоски
- Старый каменный мост
- Лесопильный амбар
- Библиотека
- Краеведческий музей